# Loitzendorf (Niemcy)
Loitzendorf – miejscowość i gmina w Niemczech, w kraju związkowym Bawaria, w rejencji Dolna Bawaria, w regionie Donau-Wald, w powiecie Straubing-Bogen, wchodzi w skład wspólnoty administracyjnej Stallwang. Leży w Lesie Bawarskim, około 25 km na północ od Straubingu,  przy drodze B20.

## Dzielnice
W skład gminy wchodzą następujące dzielnice: Kager, Rißmannsdorf, Rottensdorf, Höhenstadl, Streitberg i Gittensdorf.

## Demografia
| Rok  | Liczba mieszk. |
| ---- | -------------- |
| 1970 | 576            |
| 1987 | 581            |
| 2000 | 602            |

## Współpraca
Miejscowość partnerska:
- Hennersdorf – dzielnica Augustusburga, Saksonia